# Chlorosoma viridissimum
Chlorosoma viridissimum (смарагдовий полоз) — вид змій родини полозових (Colubridae). Мешкає в Південній Америці.

## Поширення і екологія
Смарагдові полози мешкають в Колумбії, Еквадорі, Перу, Болівії, Бразилії, Венесуелі, Гаяні, Суринамі і Французькій Гвіані. Вони живуть у вологих тропічних лісах, зокрема у сельві Амазонії, та у льяносі, на висоті до 1000 м над рівнем моря. Вони ведуть денний, деревний спосіб життя, переважно зустрічаються в кронах дерев. Молоді змії живляться переважно жабами і ящірками, дорослі — ссавцями. Відкладають яйця.